# Josef Teichmann
Pour les articles homonymes, voir Teichmann.
Josef Teichmann (né le 27 août 1972 à Lienz) est un mathématicien autrichien et professeur à l'École polytechnique fédérale de Zurich travaillant sur les mathématiques financières. 

## Formation et carrière
Après des études de mathématiques à l'université de Graz, il soutient son doctorat à l'université de Vienne. Le titre de sa thèse en 1999 sous la direction de Peter W. Michor (de) est "La théorie des groupes de Lie à dimensions infinies du point de vue de l'analyse fonctionnelle ". 
Après avoir travaillé à l'université technique de Vienne, il y obtient l'habilitation en 2002. Depuis juin 2009, il est professeur au département de mathématiques de l'ETH Zürich. 

## Prix et distinctions
En 2005, il reçoit le prix de la Société mathématique autrichienne et en 2006 le Prix Start du Fonds autrichien pour la science (en). 
En 2014, il reçoit le Grand prix Louis-Bachelier de l'Académie des sciences française. 